# Paramount (Kalifornia)
Paramount város az USA Kalifornia államában, Los Angeles megyében. Lakosainak száma 53 733 fő (2020. április 1.).

## Népesség
A település népességének változása:
| Lakosok száma | 27 249 | 54 098 | 53 733 |
|               | 1960   | 2010   | 2020   |